# I corsari del grande fiume
I corsari del grande fiume (The Rawhide Years) è un film del 1955 diretto da Rudolph Maté.
È un western statunitense con Tony Curtis, Colleen Miller, Arthur Kennedy, William Demarest, William Gargan e Peter van Eyck. È basato sul romanzo del 1953 The Rawhide Years di Norman A. Fox.

## Trama
Un giocatore di professione accetta un impiego da uno sconosciuto su un battello sul Mississippi. Quando questi viene ucciso da alcuni banditi, temendo di essere sospettato per i suoi trascorsi, si dà alla fuga. Qualche tempo dopo, però, torna sul luogo del fattaccio per individuare i responsabili riuscendo a sgominare una banda di pirati del fiume.

## Produzione
Il film, diretto da Rudolph Maté su una sceneggiatura di Earl Felton, un adattamento di Robert Presnell Jr. e D.D. Beauchamp e un soggetto di Norman A. Fox (autore del romanzo), fu prodotto da Stanley Rubin per la Universal International Pictures e girato nei pressi del fiume Owens e nelle Alabama Hills a Lone Pine, e a Little Lake in California, da metà febbraio all'inizio di aprile 1955.

## Distribuzione
Il film fu distribuito con il titolo The Rawhide Years negli Stati Uniti nel luglio 1955 al cinema dalla Universal Pictures.
Altre distribuzioni:
- in Svezia il 28 novembre 1955 (Med döden i hälarna)
- in Giappone l'11 dicembre 1955
- in Austria nell'aprile del 1956 (Vom Teufel verführt)
- in Finlandia il 6 aprile 1956 (Uhkapeliä elämästä)
- in Germania Ovest il 13 aprile 1956 (Vom Teufel verführt)
- in Francia il 15 marzo 1957 (Les années sauvages)
- in Portogallo il 26 aprile 1957 (Anos de Violência)
- in Turchia nel febbraio del 1958 (Kumarbazlar diyari)
- in Danimarca il 21 aprile 1958 (Helten fra St. Louis)
- in Brasile (O Vício Singra o Mississippi)
- in Spagna (Aquellos duros años)
- in Grecia (Oi peiratai ton potamon)
- in Italia (I corsari del grande fiume)
- in Jugoslavia (Divlje godine)

## Critica
Secondo il Morandini il film è affetto da "sciatto semplicismo".

## Promozione
Le tagline sono:
- The story of BEN MATTHEWS...THE GAMBLING MAN...who followed his Luck...his Love and a killer's trail from the brawling river ports to the golden glitter of Antoines!
- Lusty, Loving, Brawling days when Ben Matthews ruled the river with Rick, the thief to back his play...and a perfumed plaything named "Zoe" danced for love and a living!
- Down The Wide Missouri They Rolled...The Gamblers...The Gunfighters...The Gals In Satin And Silks!
- THE GAMBLER...THE GUNSLINGER...THE RIVER LADY KNOWN AS "ZOE"...They Risked Their Luck On A Turn Of A Card...Their Lives On The Draw Of A Gun!